# Samalanga
Samalanga fou un sultanat de Sumatra, centrat a la població de Samalanga. Estava situat a la costa nord-est, a l'est de Merdoe i a l'oest de Pasangan. Era més de tres vegades més gran que Merdoe. Els holandesos van ocupar Samalanga el 1837.
La bandera del sultà i del sultanat era vermella similar a la del sultanat d'Aceh, però incloïa una banda vertical negre (el color de la reialesa) a la part del pal. La part negre era més o menys d'una llargada de la setena part del drap; a la part vermella la mitja lluna i no una sinó tres estrelles formant un triangle lleugerament inclinat cap a l'estrella. D'acord amb John McMeekin la bandera incloïa al damunt dues flàmules triangulars de color blanc. La bandera estava inspirada en la d'Aceh, de la que Samalanga era vassall, i al seu torn de la bandera de l'Imperi Otomà.